# Jaume Carrera
Jaume Carrera i Pujal (Centellas, Osona, 1895 - Barcelona, 1961) fue un historiógrafo y periodista español fuertemente vinculado con Castelltersol.

## Biografía
Carrera fue colaborador de la revista Teatre Català y de Economía y Finanzas, redactor de El Poble Català así como también de La Veu de Catalunya. Fundó el periódico El Castell y la revista Cataluña Marítima. Ocupó el cargo de dirección de las publicaciones de la Cámara de Comercio de Barcelona y Navegación de Barcelona, de la Revista Mensual y de Memoria Comercial. Publicó varios artículos en la Enciclopedia Espasa: la parte financiera del artículo sobre la Primera Guerra Mundial y los de Moneda, Sindicalismo y Transportes. Al culminar la Guerra Civil Española, depurado por la Oficina de Prensa favorablemente, no volvió a ejercer el periodismo.

## Fondo
En el Archivo Fotográfico de Barcelona (AFB) se conserva parte de su fondo personal. El fondo recoge fotografías que Carrera i Pujal utilizó para ilustrar su libro La Lonja del Mar y los cuerpos de Comercio de Barcelona.  Se encuentran imágenes de personajes de la historia política contemporánea y del interior de la Lonja de Barcelona.